# Proef van Barré
De proef van Barré is een neurologische test om lichte diffuse paresen, gedeeltelijke verlammingen, als gevolg van letsel in het centrale zenuwstelsel op te sporen. De test is vernoemd naar de Franse neuroloog Jean Alexandre Barré (1880-1967), tevens bekend van het syndroom van Guillain-Barré.

## Uitvoering
Bij de proef moet de patiënt beide armen gestrekt voor zich houden, de handpalmen omhoog (en dus de duimen naar buiten wijzend) en de ogen dicht. Indien hierbij een van de armen langzaam uitzakt en proneert (de onderarm of pols draait naar binnen), dan is er sprake van een positieve proef van Barré voor de aangedane zijde. Ook wanneer de vingers (of specifiek de pink) spreiden, kan er sprake zijn van een positieve proef. De test werd ontwikkeld in Frankrijk.
Vanwege de vele gemeenschappelijke stappen, wordt de proef van Barré vaak gecombineerd met de proef van Romberg tot de proef van Romberg-Barré.

## Interpretatie
Een positieve proef van Barré duidt op een zeer milde parese van de uitzakkende arm, welke berust op een afwijking in de motorische schors aan de contralaterale zijde van de aangedane arm. De proef van Barré geeft geen verdere informatie over de aard van de laesie. Vaak ligt de oorzaak bij een klein cerebrovasculair accident, al zijn andere mechanismen nooit uit te sluiten op basis van deze proef alleen.